# ТЕС Сур
22°39′20″ пн. ш. 59°24′59″ сх. д. / 22.65556° пн. ш. 59.41639° сх. д.
ТЕС Сур – теплова електростанція на півночі Оману, за десяток кілометрів на північний захід від міста Сур. Споруджена за технологією комбінованого парогазового циклу.
У 2014-му на майданчику станції запустили в роботу п’ять газових турбін, які через відповідну кількість котлів-утилізаторів живлять три парові турбіни потужністю по 250 МВт.
Як паливо станція споживає природний газ, постачений по трубопроводу від родовища Сайх-Равл до розташованого поруч заводу зі зрідження природного газу Оман ЗПГ.
Для охолодження використовується морська вода.
Проект реалізували через компанію Phoenix Power, засновниками якої були японські Marubeni (50%) та Chuba (30%), а також катарська Qatar Electricity&Water Company і місцева Multitech (5%).